# Мікангій

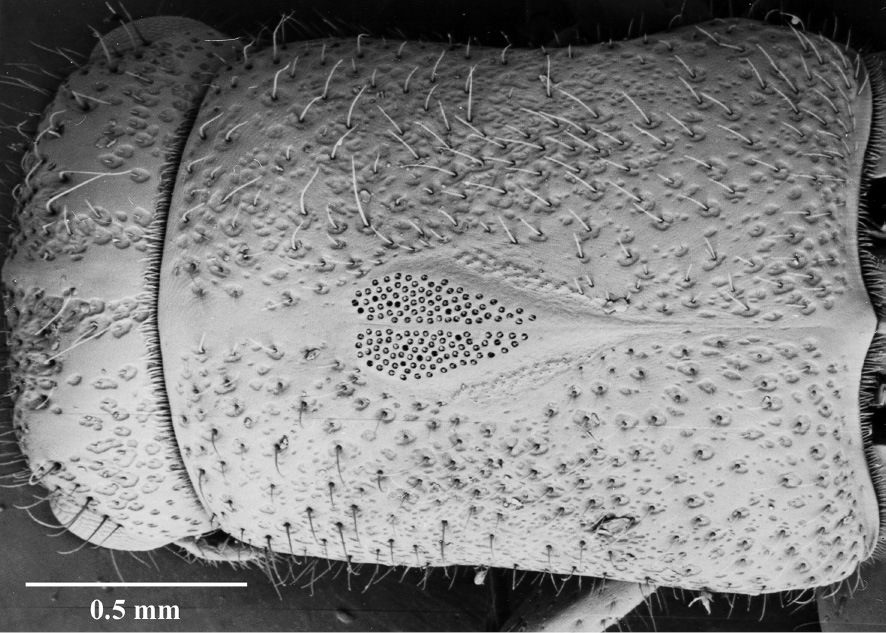
Мікангій на спинці жука Astroplatypus incompertus. На цій мікрофотографії добре видно численні отвори, крізь які відбувається «засівання» ходів у деревині грибковими спорами

Мікангій — зовнішній орган на тілі членистоногих для збереження й поширення спор і гіфів грибів, які живляться за рахунок рослинних субстратів. Звичайно, це Аскомікотові гриби. Найчастіше мікангій мають самиці комах, личинки яких мешкають у деревині, що послаблена і/або розкладається. Серед них чимало міцетофагів, для яких гриби та спори є їжею. Комахи інших харчових груп, завдячуючи грибам, пришвидшують розкладання деревини до їстівного для комах стану і послаблюють захисні властивості рослини. Взаємини між грибом та цими комахами є прикладом мутуалізму. Мікангії мають також деякі кліщі.

## Історія
Вперше цей орган описаний у 1928 році. Згодом він одержав назву «мікангій» — від грецьких слів μύκης (mykes, mukos) «гриб» та (angéion) — «посудина, містилище».

## Будова і функціонування
У рогохвостів пара мікангіїв має вигляд мішечків на вершині яйцекладу. Коли самиця встромлює його у отвір на стовбурі дерева, щоби відкласти яйце, вона впорскує у отвір грибкові спори з мікангіїв та порцію слизу з особливих залоз. Подібним чином заражають деревину і жуки сверляки. У них мікангії пов'язані із витягнутою вершиною черевця. При відкладанні яйця, воно рухається до зовнішнього отвору і, проходячи повз мікангії, вкривається шаром грибкових спор.
У жуків трубкокрутів мікангії розташовані на нижньому боці тіла, між останнім члеником грудей  і першим члеником черевця. Самиця відкладає яйце, зануривши задню частину тіла всередину листка, який вона згорнула пакуночком. З черевця на його внутрішні стінки потрапляють спори..
У жуків-рогачів личинка перед заляльковуванням спорожнює кишечник, і тому стінки камери насичені грибковими спорами. Коли самиця вийде з лялечки, вона вивертає мікангії і вони одержують запас спор зі стінок. Згодом, відкладаючи яйця, вона передає їм частину цього запасу.
У жуків з триби  Scolitini два мікангії розташовані по обох боках голови, позаду очей. Це невеличкі бугорці із крихітними отворами. Звичайно вони вкриті волосками, які допомагають розпорошувати спори, що висипаються з мікангію, по стінках тісного ходу, де живе жук. У деяких видів мікангії ледь помітні, рудиментарні  — це види, які проникають у чужі ходи, вбивають їх «господарів» і виводять власне потомство на готових колоніях грибів.

## Роль бактерій
Інколи у мікангіях знаходять живих бактерій, і принаймні, для одного випадку їх роль встановлено. У жука — соснового лубоїда Dendroctonus frontalis  в мікангіях мешкають не лише три види грибів, а ще й актинобактерії. Вони виділяють антибіотичну речовину мікангіміцин, яка пригнічує ріст гриба Ophiostoma. Цей гриб непридатний для харчування личинок лубоїда і на його грибних «плантаціях» стає «бур'яном».